# Ngoulmakong (région du Centre)
Pour le village de la Région de l'Est, voir Ngoulmakong (Région de l'Est).
Ngoulmakong ou Ngoulmekong est un village de la région du Centre au Cameroun, localisé dans l'arrondissement (commune) de Bikok et le département de la Méfou-et-Akono.

## Population
En 1965 Ngoulmakong comptait 122 habitants, principalement des Etenga.
Lors du recensement de 2005, ce nombre s'élevait à 192.